# مارک سرنی
مارک ایوَن سِرنی (به انگلیسی: Mark Evan Cerny) (متولد ۲۴ اوت ۱۹۶۴)، توسعه‌دهنده بازی ویدئویی، برنامه‌نویس و تهیه‌کننده بازی ویدئویی اهل آمریکا است. او در منطقه خلیج سان فرانسیسکو بزرگ شده‌است.